# Irving Janis
Irving L. Janis (26 de maio de 1918—15 de novembro de 1990) foi um psicólogo estadunidense. É lembrado principalmente por sua teoria do "pensamento de grupo" que descreve os erros sistemáticos cometidos por grupos quando estes tomam decisões coletivas.

## Vida acadêmica
Foi pesquisador da Yale University e professor emérito da Universidade da Califórnia, em Berkeley. Aposentou-se em 1986.
Também colaborou com os estudos de Carl Hovland sobre mudanças de atitude, incluindo o efeito dorminhoco.